# بئر جاسوم
جاسوم ويقال جاسم هو إحدى آبار المدينة المنورة التاريخية، وتُنسب للصحابي أبي الهيثم بن التيهان، وارتبط اسمه بمسجد راتج الذي صلى فيه النبي محمد ﷺ، قبل أن يشرب من ماء البئر، ويأكل من رطب حائطه، وكان معه في تلك الزيارة أبو بكر الصديق.